# Bruno Schulz
Bruno Schulz (født 12. juli 1892 i Drohobycz, død 19. november 1942) var en polsk forfatter, maler og kunstlærer, der fortalte om de nu forsvundne jødiske miljøer i Polen.
Han blev dræbt i sin hjemby af en tysk SS-officer, fordi han malede billeder for en anden tysk officer. Episoden blevet beskrevet som en ulykke, fordi det skete, da de var ved at flytte jøder.
Han så kvinder som en stor dæmonisk kraft, som er det primære udtryk i hans billeder.